# 界分別觀
界分別觀，巴利語：），又稱四界分別觀、界作意、界方便觀、界差別觀，佛教止禪四十業處之一，以界作為所緣。通過觀察四大（地、水、火、風）的不同性質與變化，以進入禪那。通過界分別觀，破除有身見。
現代上座部佛教中仍保持這種修持傳統。北傳佛教中，主要以界分別觀來對治我慢。許多北傳佛教的信徒，以念佛觀來取代界分別觀，修習這種方法的人不多。

## 概論
界分別（Dhātumanasikāra），是以界（Dhātu）及分別（manasikāra）兩個字組成的複合字。分別，是辨別、安立的意思，辨別構成自己身體中的種種界，就稱為界分別。在禪觀中此界特指四界（地水火風四大種）或六界（四大種再加空界、識界），空界不是虛空，其他教派有五大種學說，即四大種加虛空，佛教認為虛空不是大種。也可以進一步將人類身體細分，可分析為二十種地界，十二種水界、四種火界和六種風界等。
界分別觀是以觀察自身中的六界或四界及至色聚，作為禪修所緣，是一種止觀並重的禪法。屬於四念處中的身念處，以不淨觀為基礎，觀察身上各種界，但不同處在於不須強調厭惡作意。修行者觀察自己身體，分析身體中的各種元素，分析其特性歸屬於何界，從中了解身體是由五陰四大所聚合而成，相互支持，因此進一步了解四諦，了解真實緣起法，最終獲得解脫。

## 歷史

### 部派佛教
在《阿含經》之中，已有相關觀察種種界，即四界（地、水、火、風）乃至十八界，皆為不實虛妄、非真實我的教法，但還沒有獨立名稱。至部派佛教時期的論師，從身念處中將其分立出來，才出現界分別觀這個名稱。
說一切有部《大毘婆沙論》以緣十八界觀察，為聞思修三慧的入門，提出以觀察十八界之名、自相、共相（四諦十六行相）而將其略入十二處的修行的方法。說一切有部瑜伽師僧伽羅叉造《修行道地經》，提出對治情欲、瞋怒、愚癡、多想念、憍慢的五種禪法。前四者為不淨觀、慈心觀、因緣觀、數息觀，大致對應於《雜阿念經》、《增壹阿含》提到的四觀。當中所說對治我慢的第五無常觀，觀察人死後，皆化為白骨，等而無異，有何殊別？有人認為雖未明說，但近於界分別觀。
論師法救，於所作之《雜心論》中，將界分別觀，與不淨觀、數息觀同列，稱三度門。法救認為，不淨觀中的白骨觀可通於三度門，但界分別觀並未如不淨觀與安般念一般，被歸屬在契經中解說，顯示界分別觀可能在此時發展成為獨立禪修法。說一切有部所傳的禪修法，由二甘露門開始，結合界分別觀，觀察諸法自共相，最終至涅槃。
覺音造《清淨道論》，在〈說定品〉中，提到四界分別觀，並由長部中歸納出簡略與詳盡的兩種修行法。在〈說見清淨品〉中，說純觀者與奢摩他行者都可修行四界分別觀。在〈說見清淨品〉中，在四界分別觀之下，也提出十八界觀、十二處觀、五蘊觀、名色觀等。其後的大寺派註疏家，則多將四界分別觀，作為純內觀行者（乾觀者、觀乘者、純觀乘者）的主要入門修行禪法。《增支部》第二集第37經，提到具內結比丘與具外結比丘，覺音在《增支部註》中認為具內結比丘為純觀乘者，其後的註疏師舍利弗說明，所謂修業處的比丘，是指純觀乘者以修行四界分別觀為入門。烏波斯那《小義註釋》中，也提到觀乘者以四界分別觀入門，辨別名色，之後得到證悟。

### 北傳佛教
北傳佛教早期的經典中沒有提到界分別觀，但在空觀修行中，也有吸納界分別觀的方法，修行觀十八界空。界分別觀這個名詞最早出現在《大般若經》、《瑜伽師地論》與《大乘阿毘達磨集論》。《大般若經》中提到的界分別觀，內容與《中阿含經》〈念處經〉一致。此外，界分別觀總是與其他其四種禪觀一同出現，皆強調它主要對治我慢。北傳佛教《大般涅槃經》稱「著我多者當為分析十八界」。在這些北傳佛教經典中，都直接使用界分別觀的名稱，但沒有詳細解釋其內容，可能在此時，界分別觀已成為專有名詞，不用特別解釋。
《華嚴經》提出法界唯心造的論點，由此建立唯心法界觀。《大般涅槃經》以觀察如來藏為清淨常住的如來法界，為一真法界觀。

## 北傳佛教中的界分別觀
《大般若經》以界分別觀為菩薩的修行法門之一。《瑜伽師地論》認為界分別觀主要用於對治我慢。
由鳩摩羅什傳入中國的五門禪法，以念佛觀來取代界分別觀。稍後天台宗智顗在解說五停心觀時，將此說法也列入。智顗認為，界方便觀雖可以破除我執，但因緣觀功用相同；可以破境界逼障，與念佛觀功能相同。而念佛觀為大乘菩薩法門，界分別觀則被視為南傳上座部佛教禪觀，所以可以用念佛觀來取代界分別觀。
淨土宗主要採用這種說法。印光法師認為可以用念佛來具攝五停心觀。從某些淨土宗古德的著述來看，認為念佛勝於五停心觀。
受天台宗與淨土宗影響，北傳佛教中主要以念佛觀來取代界分別觀，界分別觀因而少人修習。

### 法界分別觀
北傳佛教中發展出法界觀。據此，天台宗有十法界觀，華嚴宗有四法界觀。

## 四大的性質
地界的性質：硬、粗、重、軟、滑、輕。
水界的性質：流動、黏結。
火界的性質：熱、冷。
風界的性質：支持、推動。

## 外部連結
- 溫宗堃《巴利註釋文獻裡的乾觀者》[永久]